# Lophoptera strigilota
Lophoptera strigilota là một loài bướm đêm trong họ Noctuidae.